# Ulica Nyska w Prudniku
Ulica Nyska w Prudniku – ulica w Prudniku, w północno-zachodniej części miasta.
Jedna z głównych ulic w Prudniku. Prowadzi na północ, w kierunku Nysy. Stanowi część drogi powiatowej nr 1613O w zarządzie Wydziału Drogownictwa Starostwa Powiatowego w Prudniku.

## Historia

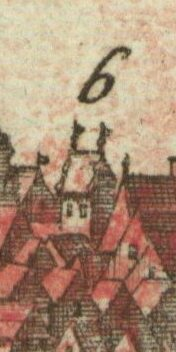
Brama Nyska na weducie F.B. Wernera (1739)

W czasach niemieckich ulica nosiła nazwę Neisserstrasse. W XIX wieku przy ul. Nyskiej, na terenie, na którym powstała fabryka włókiennicza, znaleziono ludzki szkielet i resztki murów, co wskazywało na to, że w tym miejscu znajdował się szaniec. Ulica wychodziła z miasta poprzez Bramę Nyską. Od XVIII wieku stanowiła główną drogę wjazdową do Prudnika od strony północnej.
Przy skrzyżowaniu ulic Kolejowej i Nyskiej znajdował się zajazd, wymieniany w 1740 jako „Zum Roten Hirsch” (Pod Czerwonym Jeleniem). W 1778 przy ulicy zbudowano drewniany most na kamiennych filarach. Został on zniszczony podczas powodzi w 1845. W 1834 spłonął Górny Młyn między ulicami Nyską i Kwiatową.

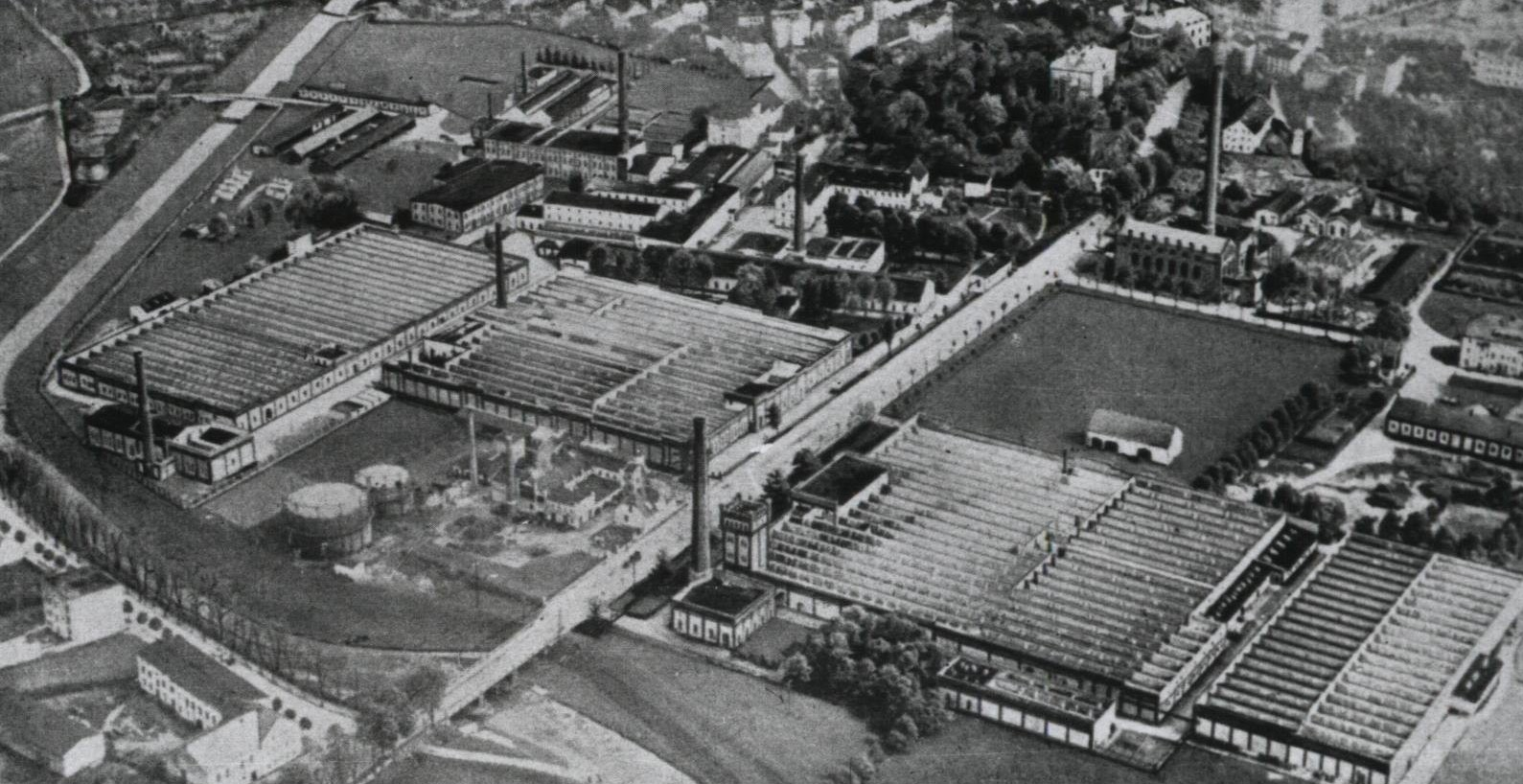
Ulica Nyska, widoczna fabryka włókiennicza i gazownia

W połowie XIX wieku prudnicki przedsiębiorca Samuel Fränkel założył przy ul. Nyskiej fabrykę włókienniczą S. Fränkel, znanej po 1945 jako Zakłady Przemysłu Bawełnianego „Frotex”. Zabudowania fabryczne zostały wzniesione po obu stronach ulicy. 22 grudnia 1864 zakończyła się budowa miejskiej gazowni. Powstała ona przy ul. Nyskiej na tzw. „Łące Sękowej”.

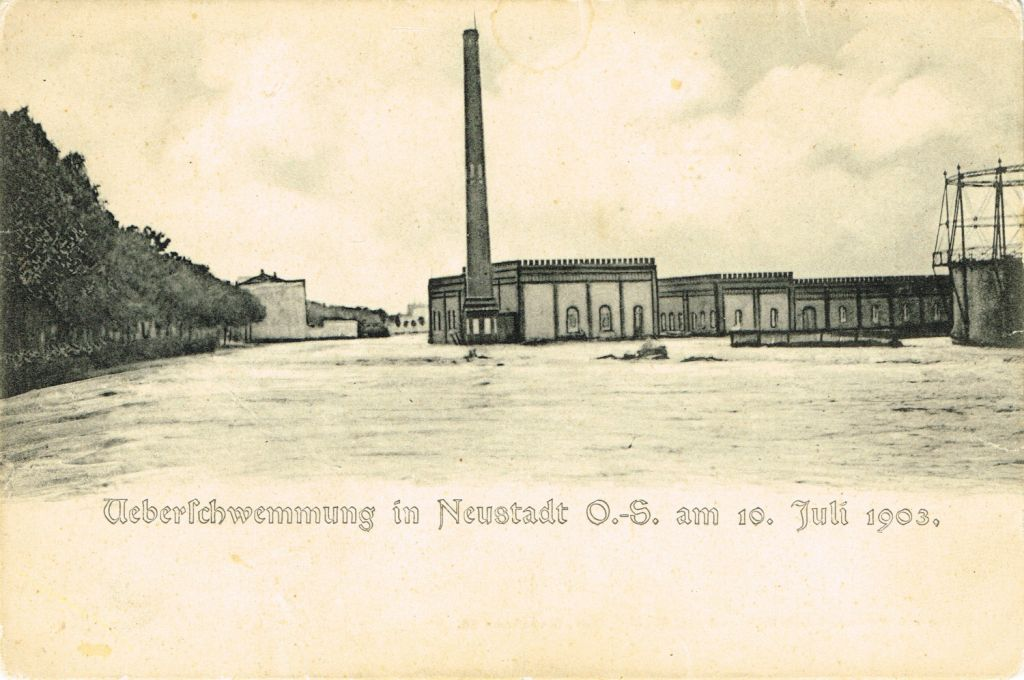
Zalana ul. Nyska (1903)

Ulica, wraz ze znajdującymi się przy niej zakładami włókienniczymi, została zalana przez wodę z rzeki Prudnik podczas powodzi 10 lipca 1903. Według książki adresowej z 1910, przy ul. Nyskiej znajdowała się jedna z czterech garbarni w Prudniku. W latach 1933–1934 nad rzeką Prudnik zbudowano most, który zachował się do czasów współczesnych.
Podczas II wojny światowej w zakładzie przemysłowym Schlesische Feinweberei AG przy ul. Nyskiej utworzono obóz pracy Arbeitslager Neustadt O/S, będący podobozem KL Auschwitz. 17 marca 1945 ulicą przeszły oddziały wojska niemieckiego, ewakuujące się w kierunku granicy czeskiej. Wieczorem tego samego dnia ulicą wjechały do miasta radzieckie czołgi. Mostu nad rzeką Prudnik broniła grupa niemieckich żołnierzy, uzbrojonych w panzerfausty. Udało im się zniszczyć trzy czołgi T-34, po czym pod naporem radzieckiego ostrzału wycofali się w głąb miasta, dzięki czemu Armia Czerwona przełamała obronę Prudnika. Podczas walk o miasto zniszczony został zajazd na skrzyżowaniu ulic Kolejowej i Nyskiej.

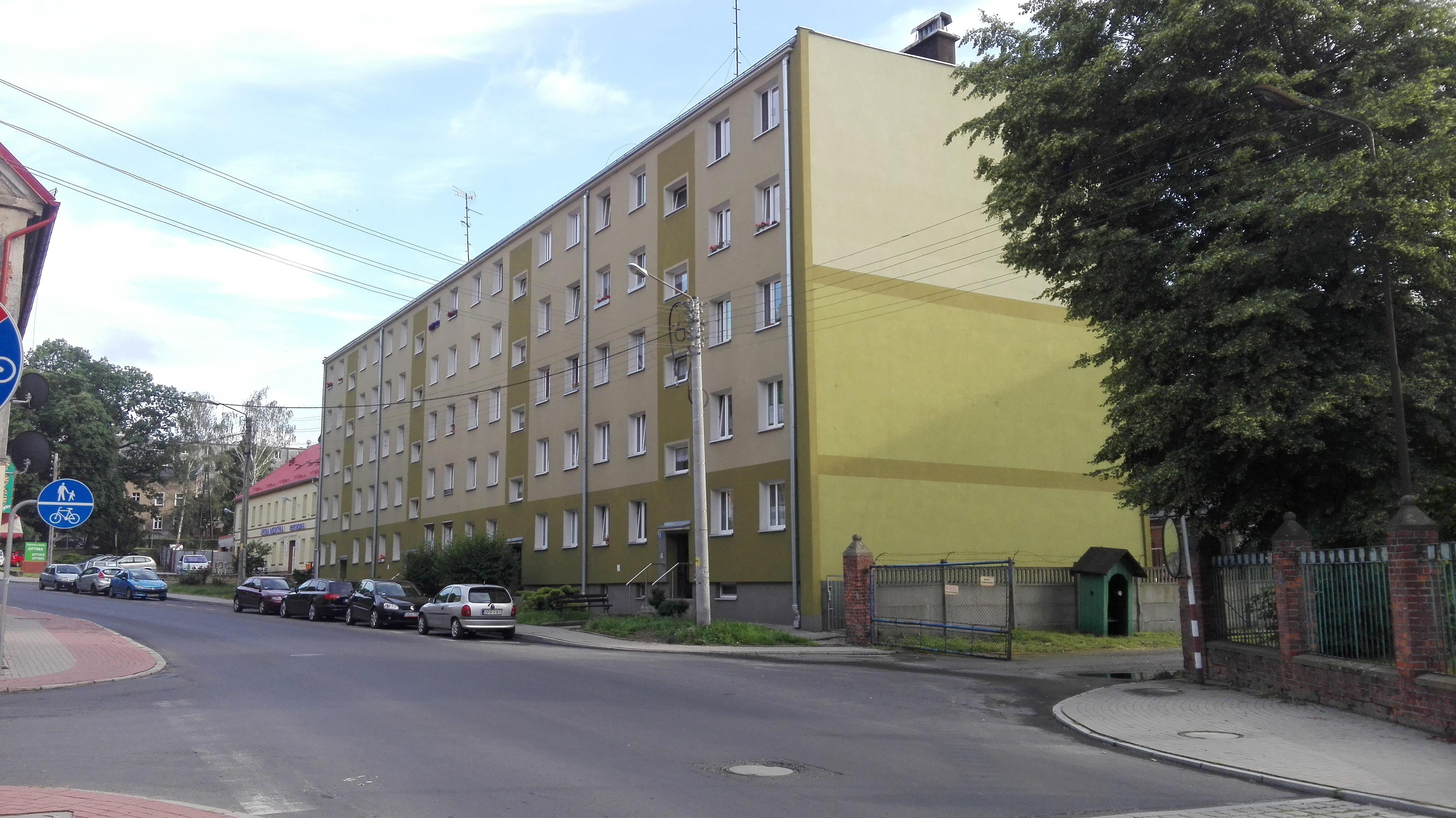
Blok mieszkalny nr 3-9, powstały w okresie PRL

W 1945, po przejęciu Prudnika przez administrację polską, ulica otrzymała nazwę Nyska. Uchwałą Miejskiej Rady Narodowej w Prudniku z 9 grudnia 1946, ulica została podzielona na dwie części. Część południowa, od placu Wolności do mostu przy ul. Kolejowej, otrzymała nazwę Ignacego Daszyńskiego, natomiast część północna zachowała nazwę Nyska. W latach późniejszych, ulicę Daszyńskiego przemianowano na Feliksa Dzierżyńskiego. W 1970 uzupełniono luki w zabudowie ulicy.

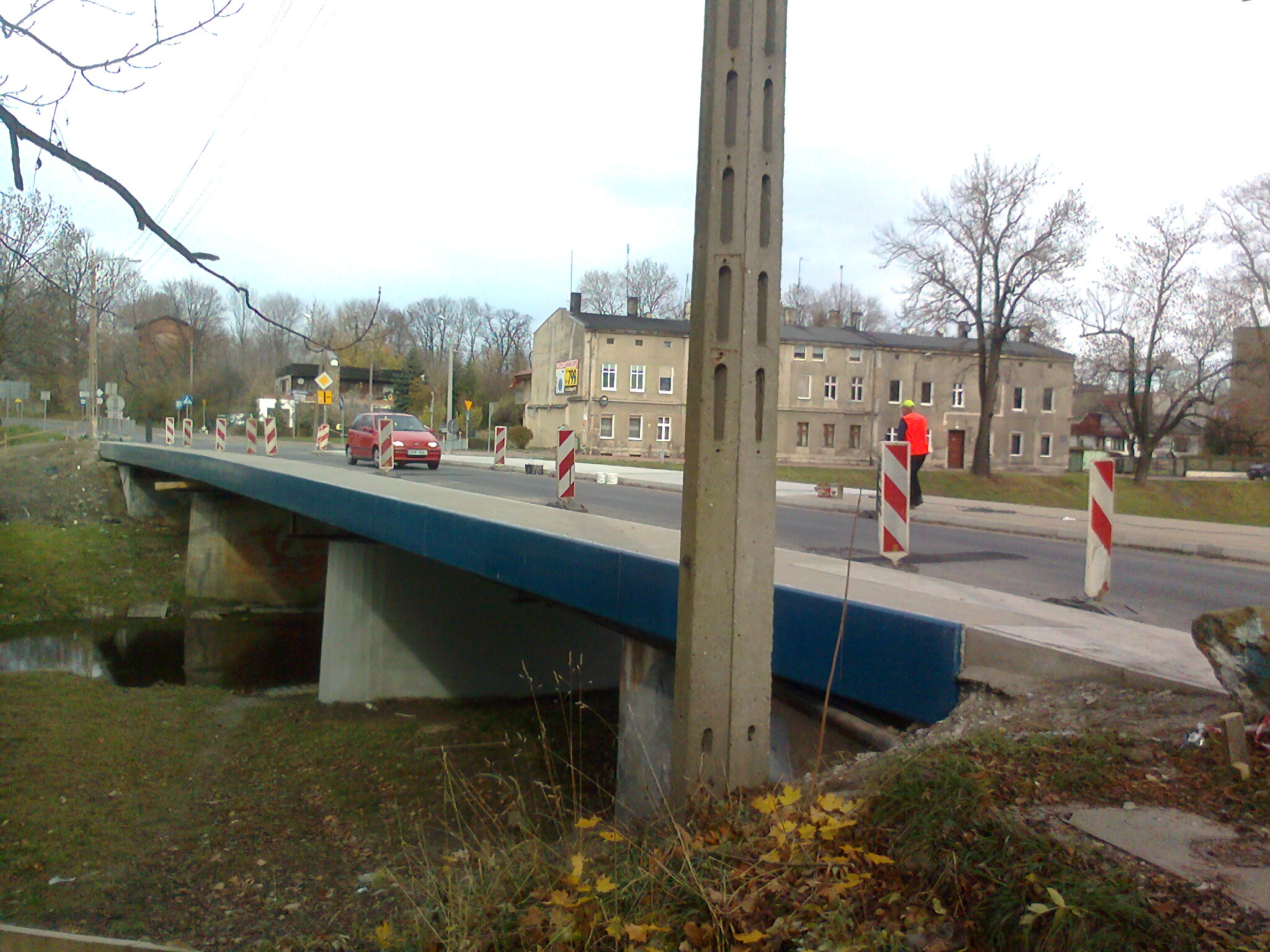
Remont mostu przy ul. Nyskiej (2013)

W 1990 obie części zostały z powrotem połączone w jedną ulicę Nyską. Podczas powodzi tysiąclecia w lipcu 1997 ulica została zalana. W 2013 most przy ul. Nyskiej przeszedł remont. Podczas powodzi we wrześniu 2024 ulica została ponownie zalana przez wodę z rzeki Prudnik.

## Obiekty

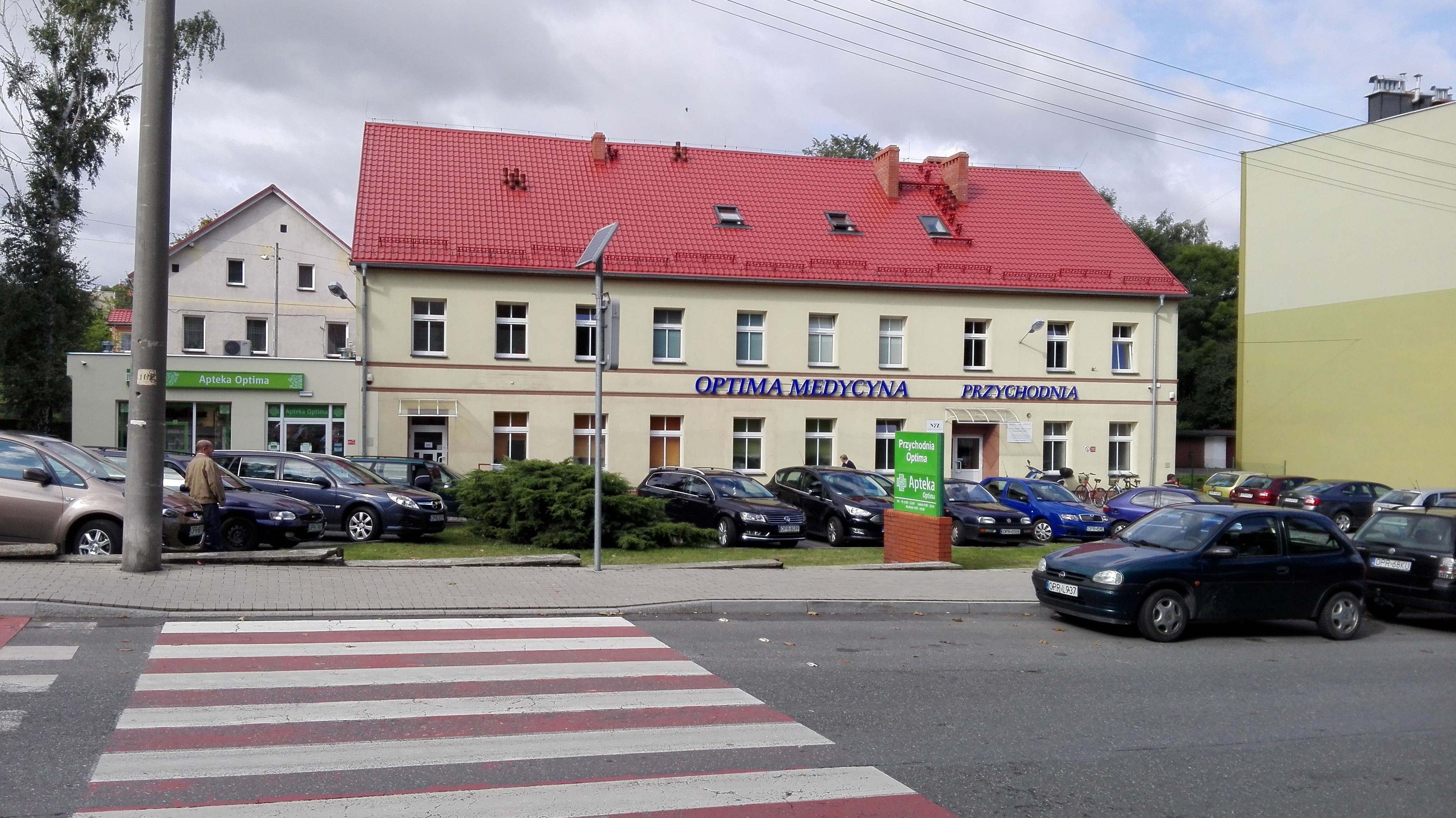
Przychodnia Optima Medycyna

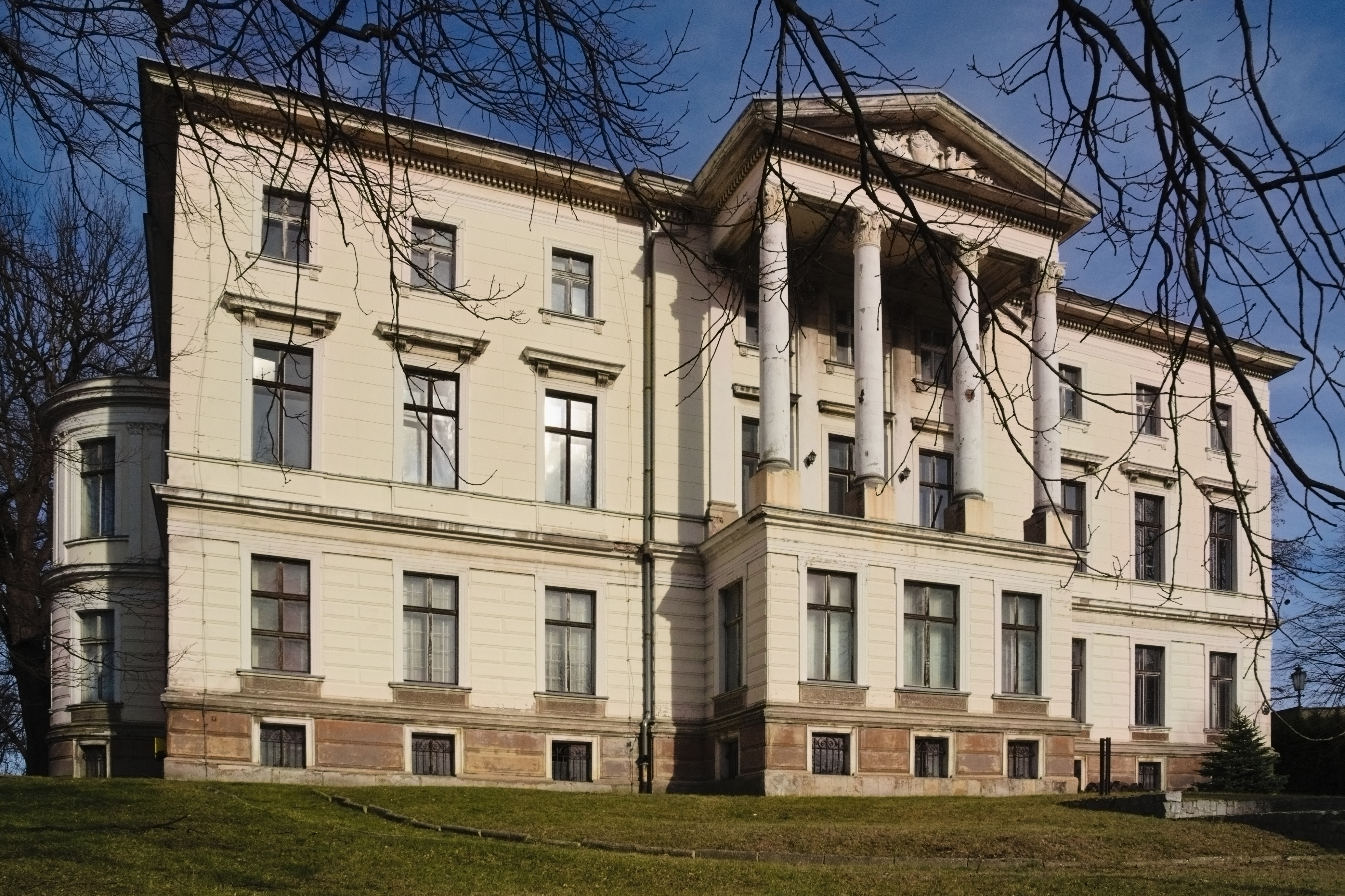
Willa Maxa Pinkusa

- nr 1 – prywatna przychodnia lekarska Optima Medycyna[19]. Dawny budynek administracyjny ZPB „Frotex”. W przeszłości posiadał wieżę z zegarem, rozebraną przed II wojną światową[20].
- nr 2 – neoklasycystyczna willa, wzniesiona w 1882. Należała do rodziny Fränklów i Pinkusów. Mieszkali w niej m.in. Abraham Fränkel i Max Pinkus z żoną Hedwig. Ten drugi gościł w niej niemieckich uczonych, studentów oraz pisarzy, takich jak Gerharta Hauptmanna i Hermanna Stehra. Po II wojnie światowej, do 1992 w willi funkcjonowało przedszkole dla dzieci pracowników ZPB „Frotex”[21].
- nr 10 – dawne Zakłady Przemysłu Bawełnianego „Frotex”.
- nr 11 – obiekt mieszkalny w odnodze ulicy, wzniesiony w 1910 jako dom pracowniczy pobliskich zakładów włókienniczych. Na zachodniej ścianie budynku zachował się kartusz z tarczą herbową i inicjałami SF, które odnoszą się do Samuela Fränkla, a obok niego trzy stiukowe medaliony z płaskorzeźbami przedstawiającymi głowy dwóch kobiet i mężczyzny[22].
- nr 15 – willa wzniesiona w 1913 i oddana do użytku w 1914, na wprost kamienicy robotniczej (pod numerem 11), w alejce za fabryczną elektrociepłownią. Była przeznaczona dla dyrektorów zakładu, przez co nazywano ją „dyrektorówką”. Współcześnie stanowi własność prywatną i pełni funkcje mieszkalno-użytkowe. Znajduje się w niej zakład dentystyczny[22].
- nr 17A – zakład Henniges Automotive.
- nr 28 – Powiatowy Inspektorat Weterynarii[23].
- platan klonolistny „Samuel” – pomnik przyrody.

### Zabytki

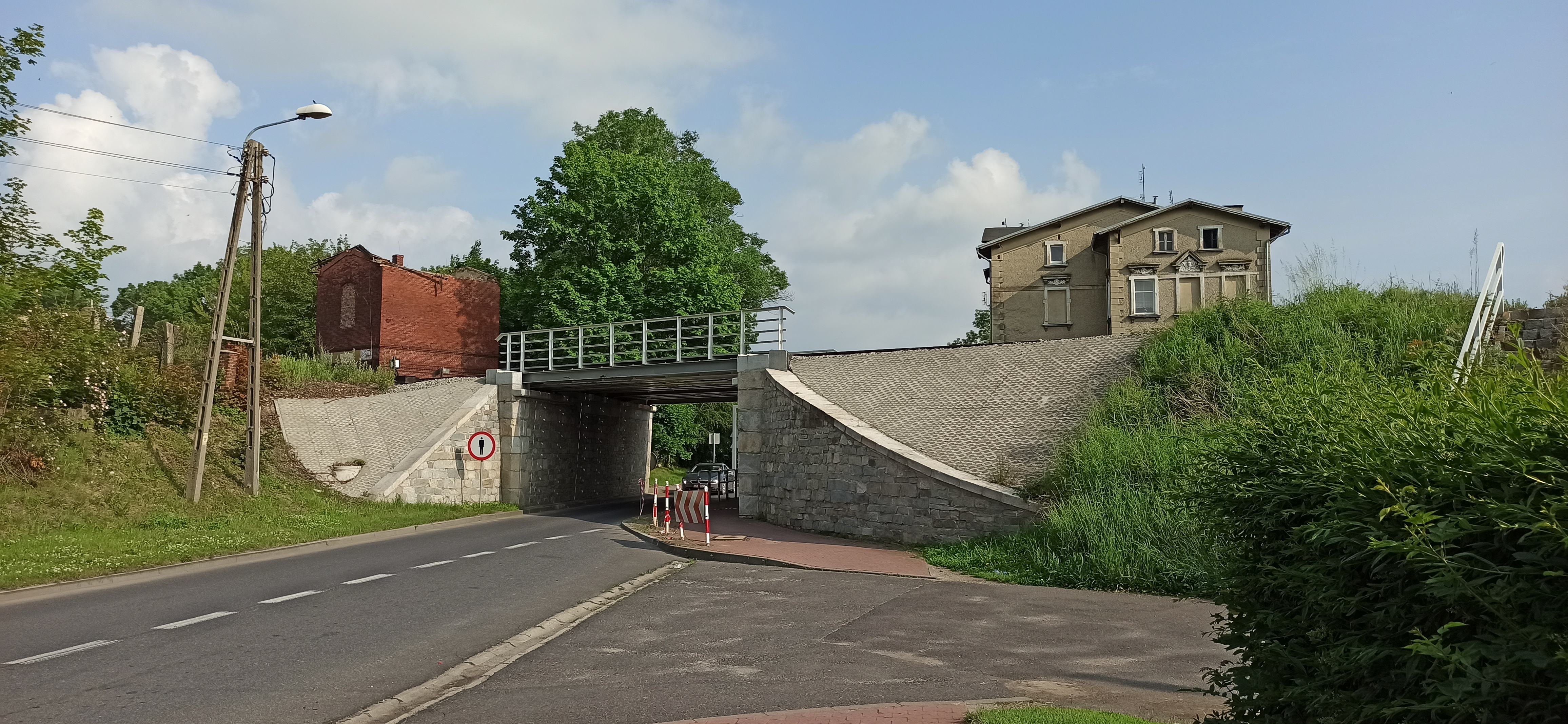
Wiadukt kolejowy

Do wojewódzkiego rejestru zabytków wpisana jest willa pod numerem 2.

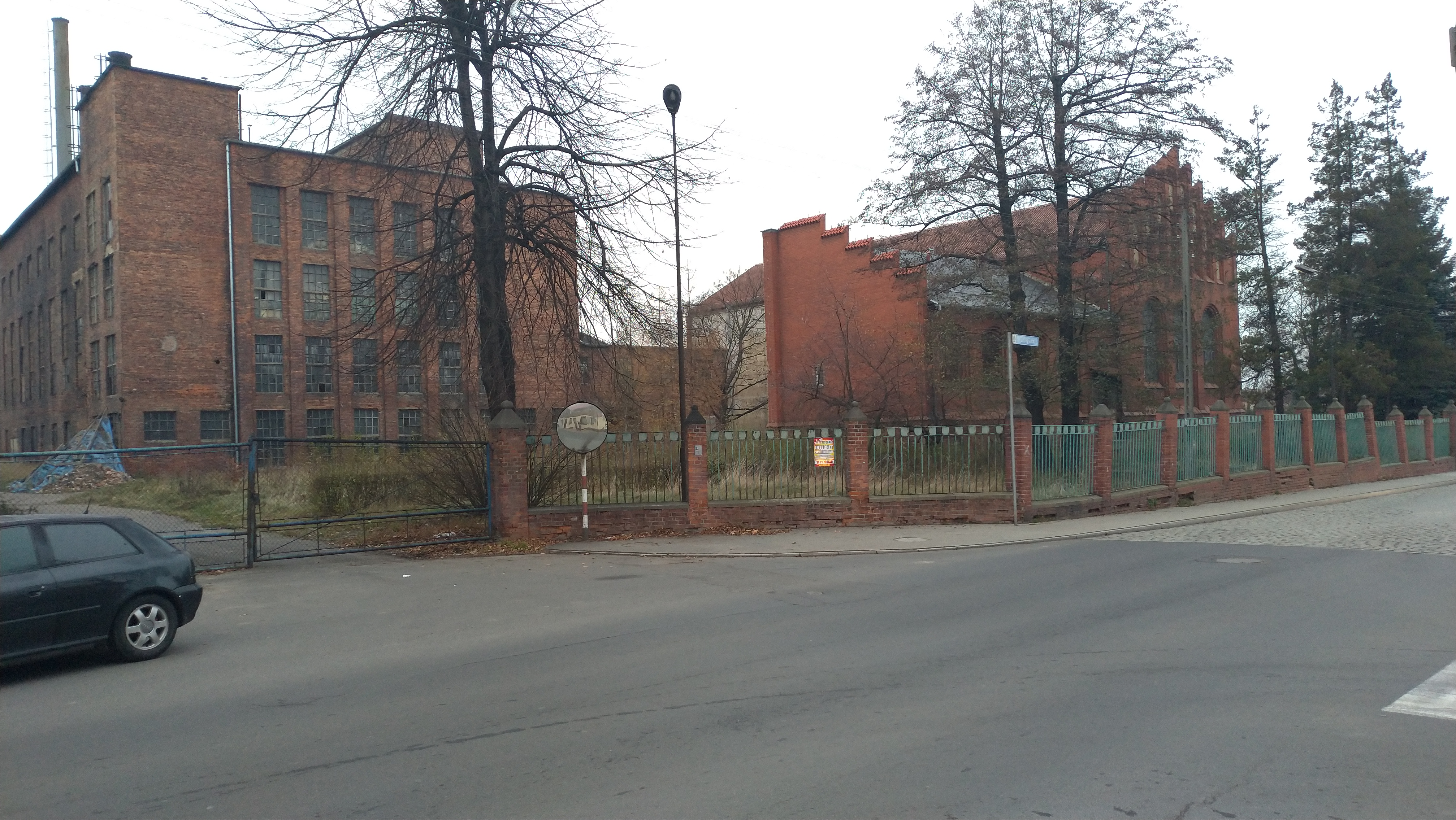
Elektrociepłownia „Frotexu”

Według stanu na 2024 do gminnej ewidencji zabytków były wpisane 42 obiekty położone przy ul. Nyskiej: kapliczka, ośrodek zdrowia (pod numerem 1), willa (pod numerem 2), posterunek kolejowy przy wiadukcie, 15 domów (pod numerami: 4, 6, 8, 11-13, 12, 13a, 14, 16, 18, 20, 20a, 21, 23, 27, 29), zespół dawnej fabryki włókienniczej (hala tkalni starej, hala tkalni nowej, budynek biurowy, budynek magazynowi oraz wzorcownia, dyrekcja, warsztat mechaniczny, budynek produkcyjny, magazyn techniczny, magazyn tkanin surowych, budynek wykańczalni mokrej, budynek wykańczalni suchej, kotłownia/akumulatorownia, budynek warsztatowy, budynek dawnego tartaku, budynek elektrowni wodnej i pralni, elektrownia, dwa budynki mieszkalne, magazyn odpadów, szkoła tkacka), gazownia (pod numerem 12).

## Upamiętnienia
- Tablica na ścianie budynku przy ul. Nyskiej 10, do 2010 należącego do ZPB „Frotex”, upamiętniająca istnienie w tym miejscu niemieckiego komando pracy jeńców wojennych oraz podobozu KL Auschwitz – Arbeitslager Neustadt O/S w latach 1944–1945. Na tablicy umieszczono tekst: „W latach II wojny światowej mieściło się na terenie obecnych Zakładów „Frotex” niemieckie komando pracy jeńców wojennych R 215 oraz filia oświęcimskiego obozu koncentracyjnego. Miejsce to uświęcone jest męczeństwem i śmiercią jeńców i więźniów wyniszczonych pracą ponad siły, katowaniem i głodem. Cześć ich pamięci”[26].